# بيترس إم. هينكلي
بيترس إم. هينكلي (بالإنجليزية: Beatrice M. Hinkle)‏ هي طبيبة نفسية أمريكية، ولدت في 1874 في سان فرانسيسكو في الولايات المتحدة، وتوفيت في 1953.